# س ت

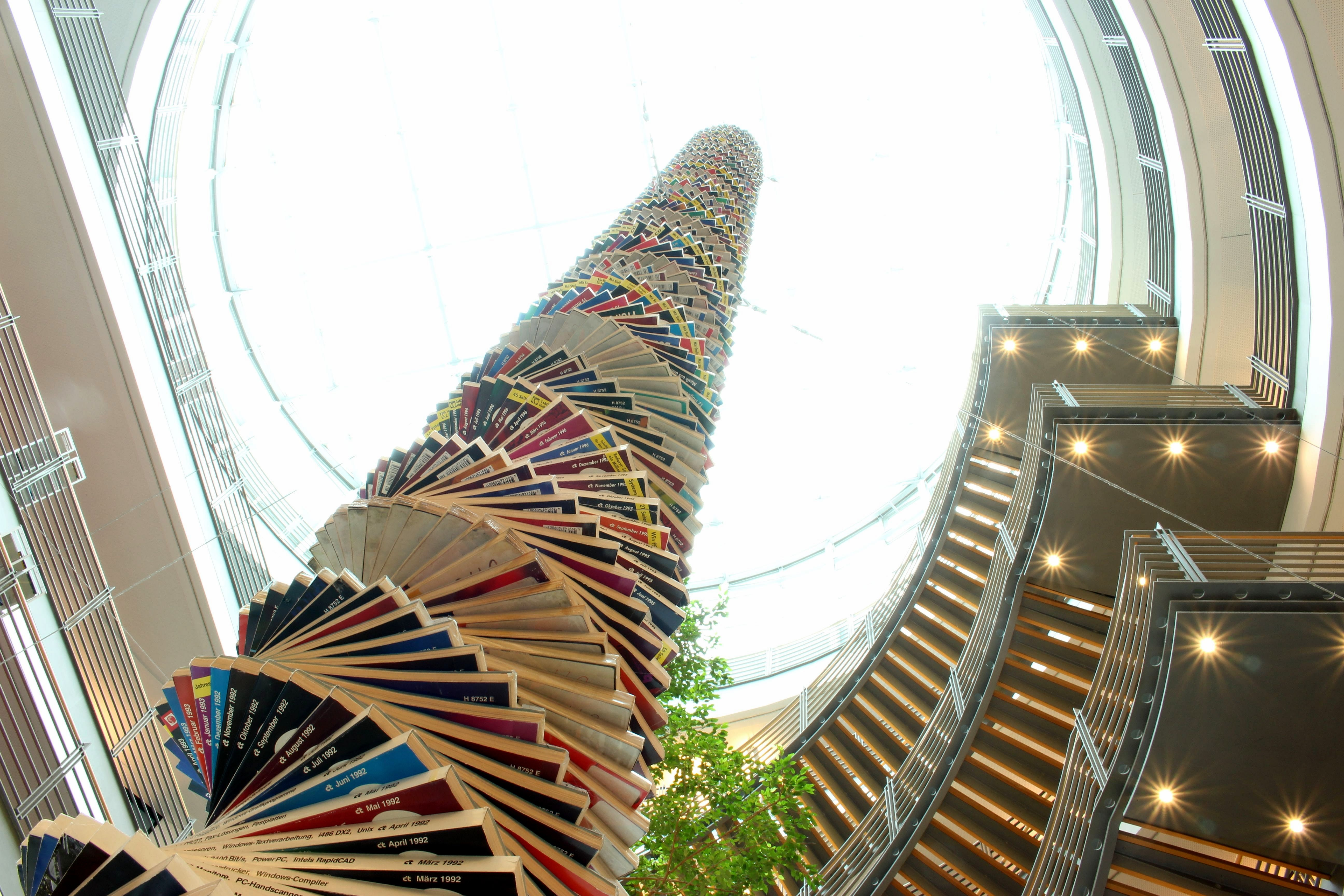
انواع مختلفی از گاه نامه های س ت که روی هم چیده شده است.

سِ تِ (C't) یک گاهنامه رایانه‌ای به زبان آلمانی است که هر دو هفته یک‌بار توسط انتشاراتی هایزه منتشر می‌شود. نام C't کوتاه شدهٔ واژهٔ آلمانی Computertechnik به معنی فن رایانه است. نسخه‌ای از آن نیز برای هلند به‌طور ماهانه منتشر می‌شود.
نخستین شماره این مجله در دسامبر ۱۹۸۳ به‌چاپ رسید و فروش آن در ربع دوم سال ۲۰۰۲ به حدود ۳۸۵٬۰۰۰ نسخه رسید. این مجله، دومین مجله محبوب آنلاین به زبان آلمانی است.